# Hogeweidebrug
De Hogeweidebrug is een stalen boogbrug uit 2008 over het Amsterdam-Rijnkanaal. Hij verbindt de stad Utrecht met stadsdeel Leidsche Rijn. Het is een ontwerp van architect Maarten Struijs, de opdrachtgever was de dienst 'Stadsontwikkeling' van de gemeente Utrecht. De overspanning is 170 meter lang en 26 meter hoog, weegt circa 6300 ton en verving de oude Vleutensebrug. De brug heeft vier rijstroken: twee voor de HOV-busverbinding en twee voor het overige autoverkeer. Fiets- en voetpaden hangen aan de zuidkant van de brug buiten de bogen. 
De naam verwijst naar de Hoge Weide, een Utrechts gebied en naam van een buurt in Leidsche Rijn. In de volksmond staat de brug bekend als 'Gele brug' of 'Douwe Egberts brug', vanwege de Douwe Egberts fabriek in de naaste omgeving. Voorganger de Vleutense brug werd ook al zo genoemd.

## Bouw
Op 27 februari 2006 gaven minister Karla Peijs van Verkeer en Waterstaat en de Utrechtse wethouder voor verkeer Yet van den Bergh, het startsein voor de bouw van de brug. Vlak naast de bestaande brug werd een begin gemaakt met de bouw van de landhoofden, de betonnen voeten aan weerszijden van het kanaal waarop de brug rust. 
Grote delen van de brug, met gewichten tot 700 ton, zijn gebouwd in Eeklo en Gent, bij vestigingen van het Belgische staalconstructiebedrijf Victor Buyck. In juli en september 2006 zijn ze op een ponton geplaatst en van Gent naar Utrecht gevaren.
Op een plek aan het Amsterdam-Rijnkanaal is de 2200 ton wegende hoofdstructuur geassembleerd. De brug werd voorzien van een aluminium coating om roest te voorkomen. Plaatsing op de landhoofden was gepland voor het voorjaar van 2007, maar door veranderingen in het ontwerp en aangetroffen bodemverontreiniging was er een half jaar vertraging.
In augustus 2007 werd de brug op een ponton getakeld, dat enkele weken zou blijven liggen in het Merwedekanaal, dat bij de brug aftakt van het Amsterdam-Rijnkanaal. Maar omdat het Merwedekanaal niet diep genoeg bleek te zijn, werd de westelijke oever van het Amsterdam-Rijnkanaal noodgedwongen de tijdelijke ligplaats. Op 22 september werd de brug op de landhoofden geplaatst. In de volgende acht maanden is de brug afgemonteerd en zijn onder andere bekabeling en wegdek aangebracht. 

## Ingebruikname
Op 3 juni 2008 werd de brug in gebruik genomen door wethouder Tymon de Weger. In de eerste maanden na de opening werd een van de busstroken gebruikt als fietspad en bleef de andere busstrook afgesloten. In oktober 2008 is het definitieve fietspad in gebruik genomen. Nadat in augustus van dat jaar de verbouwing van het aansluitende Majellaplein gereed was, konden ook beide busbanen definitief in gebruik worden genomen.

## Afbeeldingen

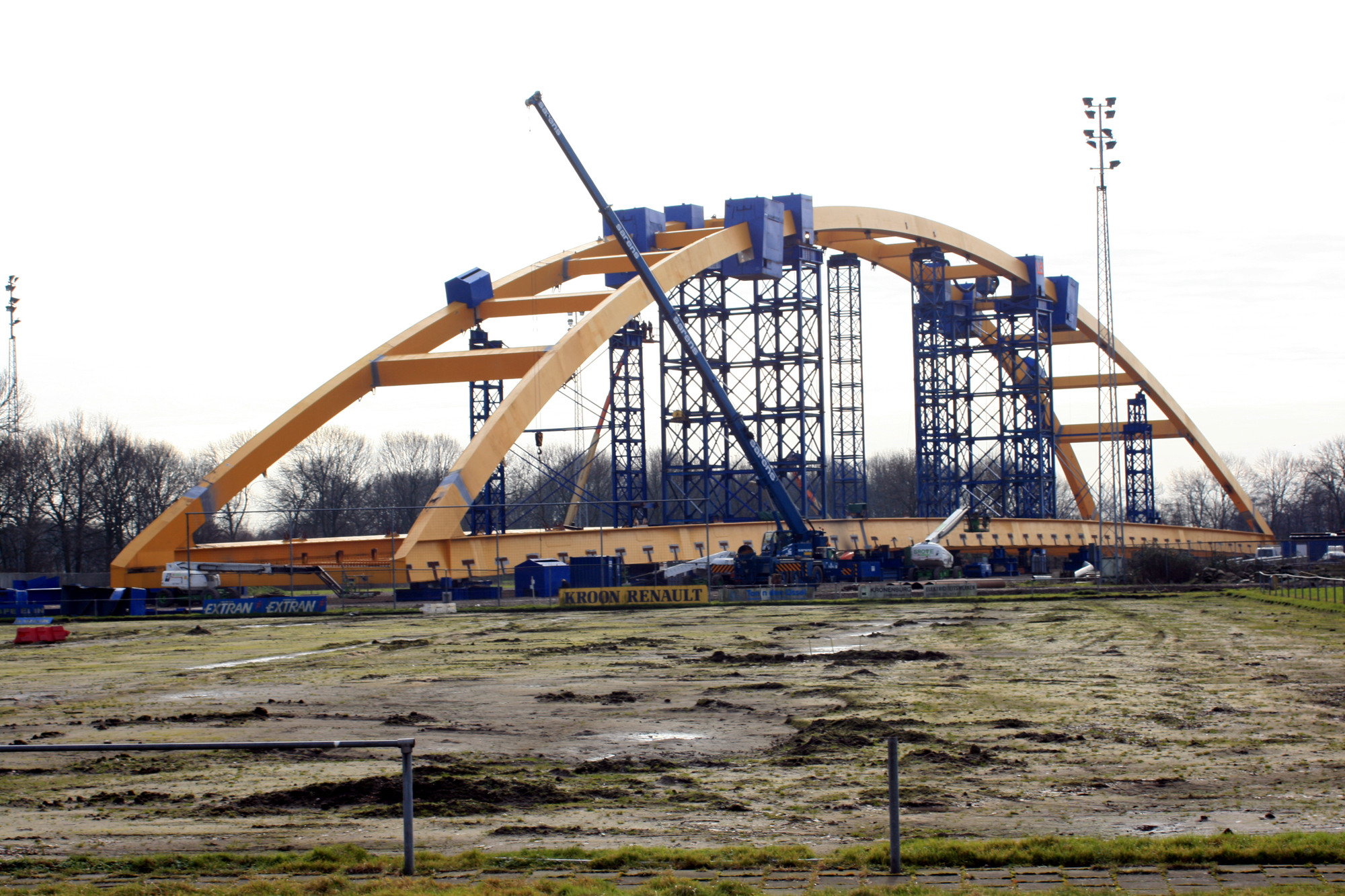
Assemblage
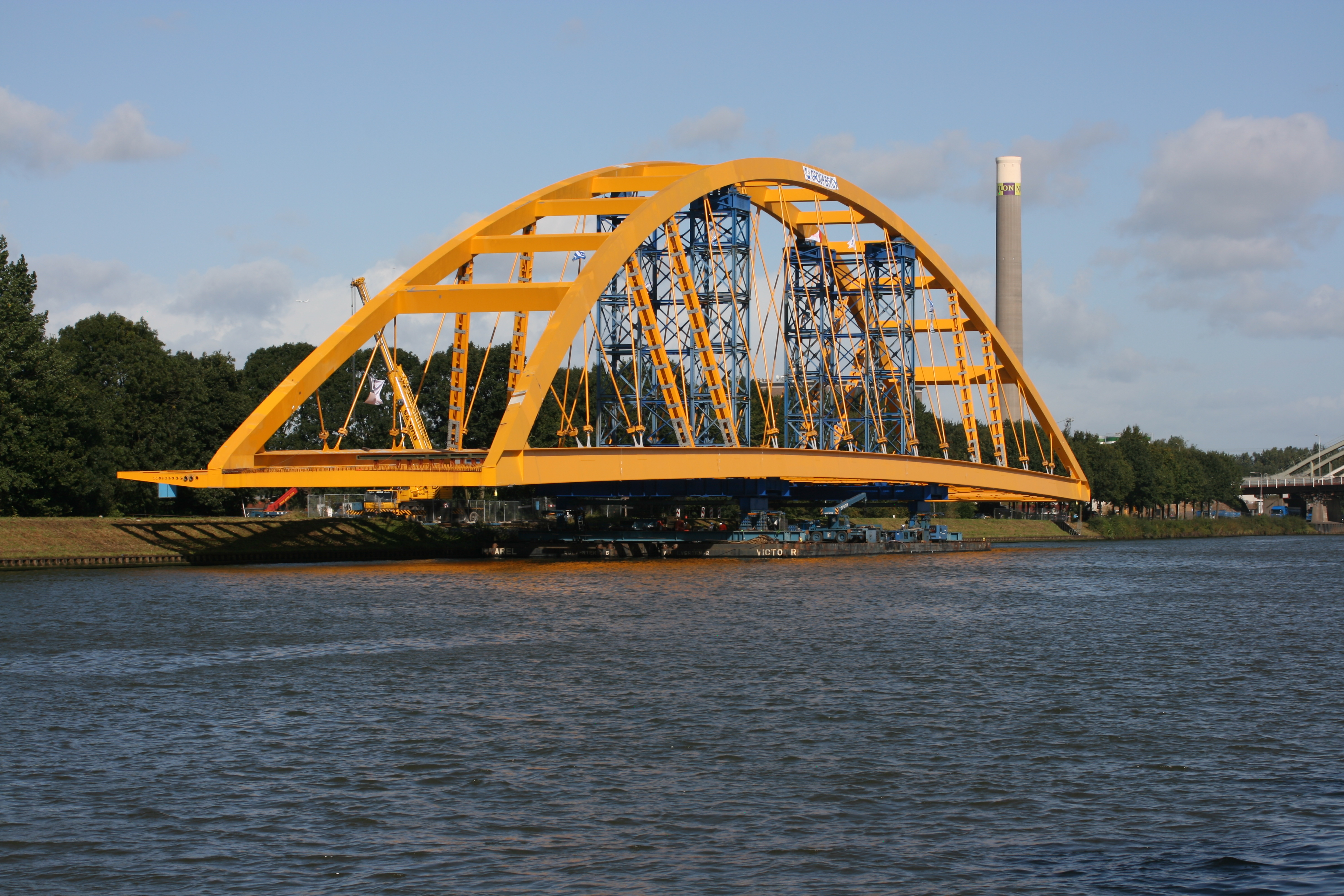
De tijdelijke ligplaats in het Amsterdam-Rijnkanaal
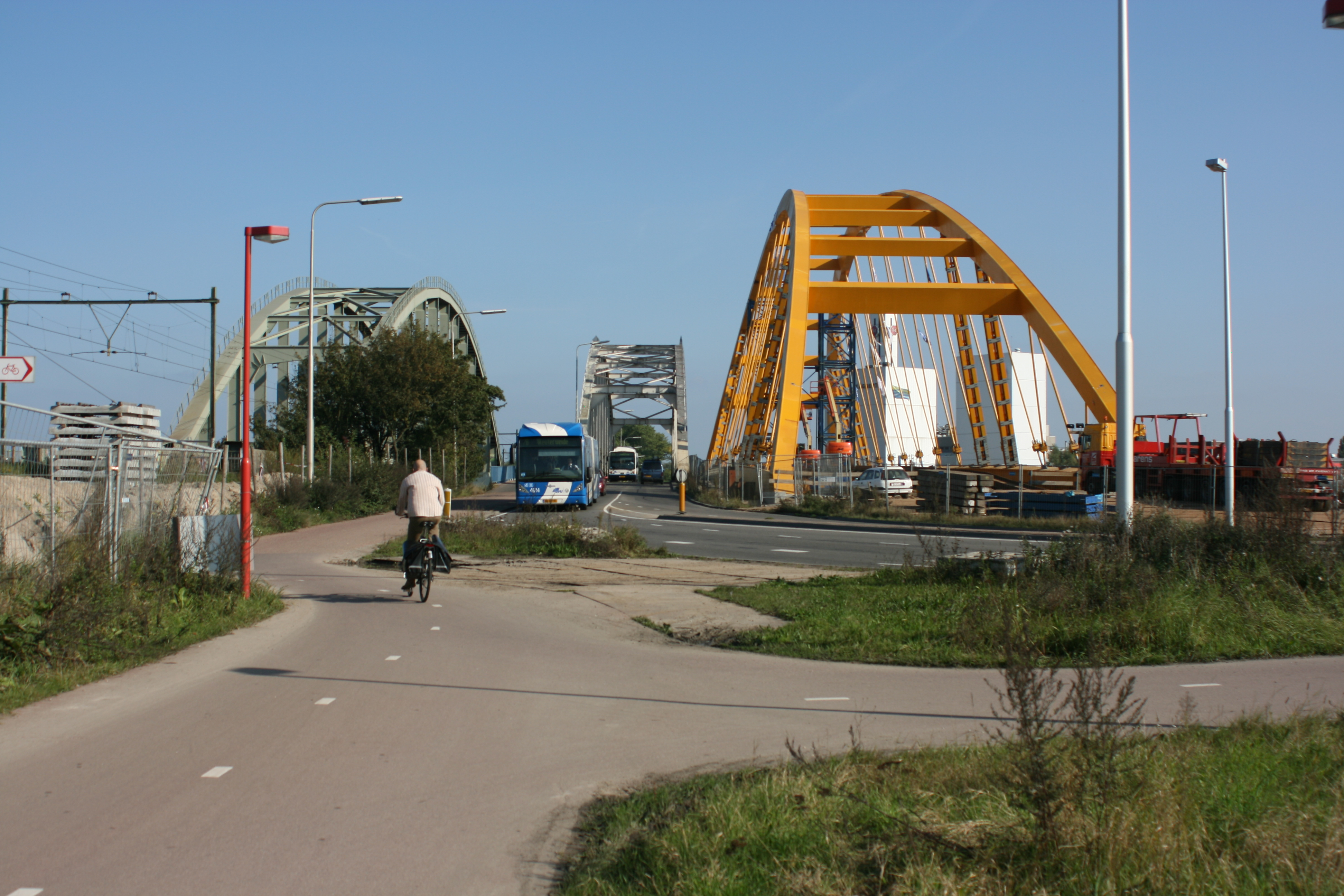
In de winter van 2007/2008 werd de Hogeweidebrug (rechts) afgemonteerd naast de oude Vleutensebrug (de kleine brug in het midden)
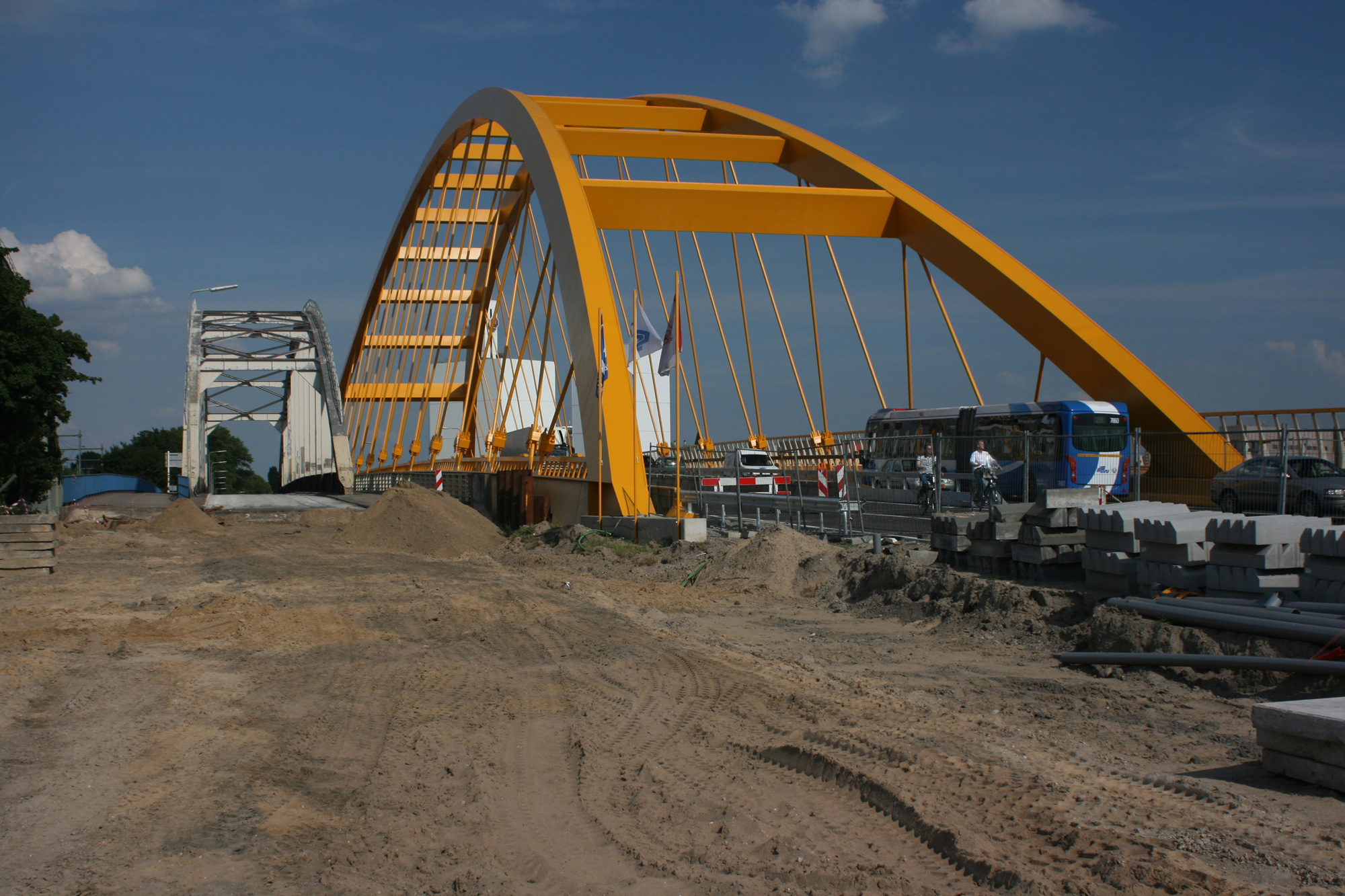
De Hogeweidebrug (rechts) kort na de ingebruikname

## Vleutensebrug
De oude Vleutensebrug is op 16 en 17 augustus 2008 verplaatst naar de westelijke oever en is daar gesloopt. Op deze lege plek is in op 19 november 2017 een tweede spoorbrug, naast de al aanwezige Vleutensespoorbrug, geplaatst in het kader van de spoorverdubbeling tussen Utrecht en Harmelen.

## Situatieschets
|  |  |
|  |  |

## Enkele feiten
- De Hogeweidebrug kostte 35 miljoen euro, waarvan de gemeente Utrecht 23 miljoen heeft betaald. De rest werd door het rijk betaald.
- De naastgelegen fabriek van Douwe Egberts heeft een stukje van haar terrein moeten afstaan omdat de rijbanen naar de nieuwe brug zuidelijker komen te liggen dan die van de oude brug.

Abel Tasmanbrug ·
Abstederbrug ·
Bakkerbrug ·
Bartholomeusbrug · 
Bezembrug · 
Bijlhouwersbrug ·
Brigittenbrug ·
Colignybrug ·
Dafne Schippersbrug ·
David van Mollembrug ·
Demka-spoorbrug ·
Driftbrug ·
Gaardbrug ·
Galecopperbrug · 
Gasthuismolenbrug ·
Geertebrug ·
Gildbrug · 
Goethebrug ·
Griftbrug ·
Hamburgerbrug ·
Herenbrug · 
Hogeweidebrug ·
Industriehavenbrug ·
Jacobibrug ·
Jan Pieterszoon Coenbrug ·
Jansbrug ·
Jansdambrug ·
Jeremiebrug ·
Julianabrug (Minstroom) ·
Jutphasebrug ·
Jutphasespoorbrug ·
J.M. de Muinck Keizerbrug ·
Kalisbrug ·
Krommerijnbrug ·
Lauwerechtbrug ·
Lucasbrug ·
Maarsbergerbrug ·
Maartensbrug ·
Magdalenabrug ·
Maliebrug ·
Marga Klompébrug ·
Marksbrug ·
Marnixbrug ·
Meernbrug ·
Minbrug ·
Monicabrug · 
Moreelsebrug ·
Muntbrug ·
Muntsluisbrug ·
Museumbrug ·
Noorderbrug ·
Oorsprongbrug ·
Oranjebrug ·    
Paulusbrug ·
Pausdambrug ·
Pietersbrug ·
Plompetorenbrug ·
Prins Clausbrug · 
Quintijnsbrug ·
Rode brug ·
Servaasbrug ·
Sint Martinusbrug ·
Smeebrug ·
Socratesbrug ·
Spinozabrug ·
Stadhuisbrug ·
Stammetsbrug ·
Stenenbrug ·
Tolsteegbrug ·
Vaaltbrug ·
Vaartscherijnbrug ·
Van Asch van Wijckbrug ·
Viebrug ·
Vleutensespoorbrug ·
Vollersbrug ·
Weerdbrug ·
Weesbrug ·
Werkspoorbrug ·
Werkspoorhavenbrug ·
Wittevrouwenbrug ·  
Zandbrug

Voormalige of in onbruik geraakte bruggen :
Brug met de twaalf gaten ·
Catharijnebrug · 
Hefbrug in de Kruisvaart ·
Julianabrug (Vaartsche Rijn) ·
Molenbrug · 
Smakkelaarsbrug ·
Vleutensebrug ·
Willemsbrug